# Italienischer Garten
Ein italienischer Garten ist ein geometrisch angelegter Garten, der in der Regel im Zusammenhang mit einer Villa entworfen und angelegt wurde.

## Frühe Renaissance
Während der italienischen Renaissance (it. Rinascimento) kam es, im Zusammenhang mit der ausgeprägten Vorliebe der Zeit für Villen an den Rändern der Städte und auf dem Land, zu einer Blüte der Gartenkunst. Zentren dieser Gartenkultur waren Florenz, Rom und die Terraferma der Republik Venedig.

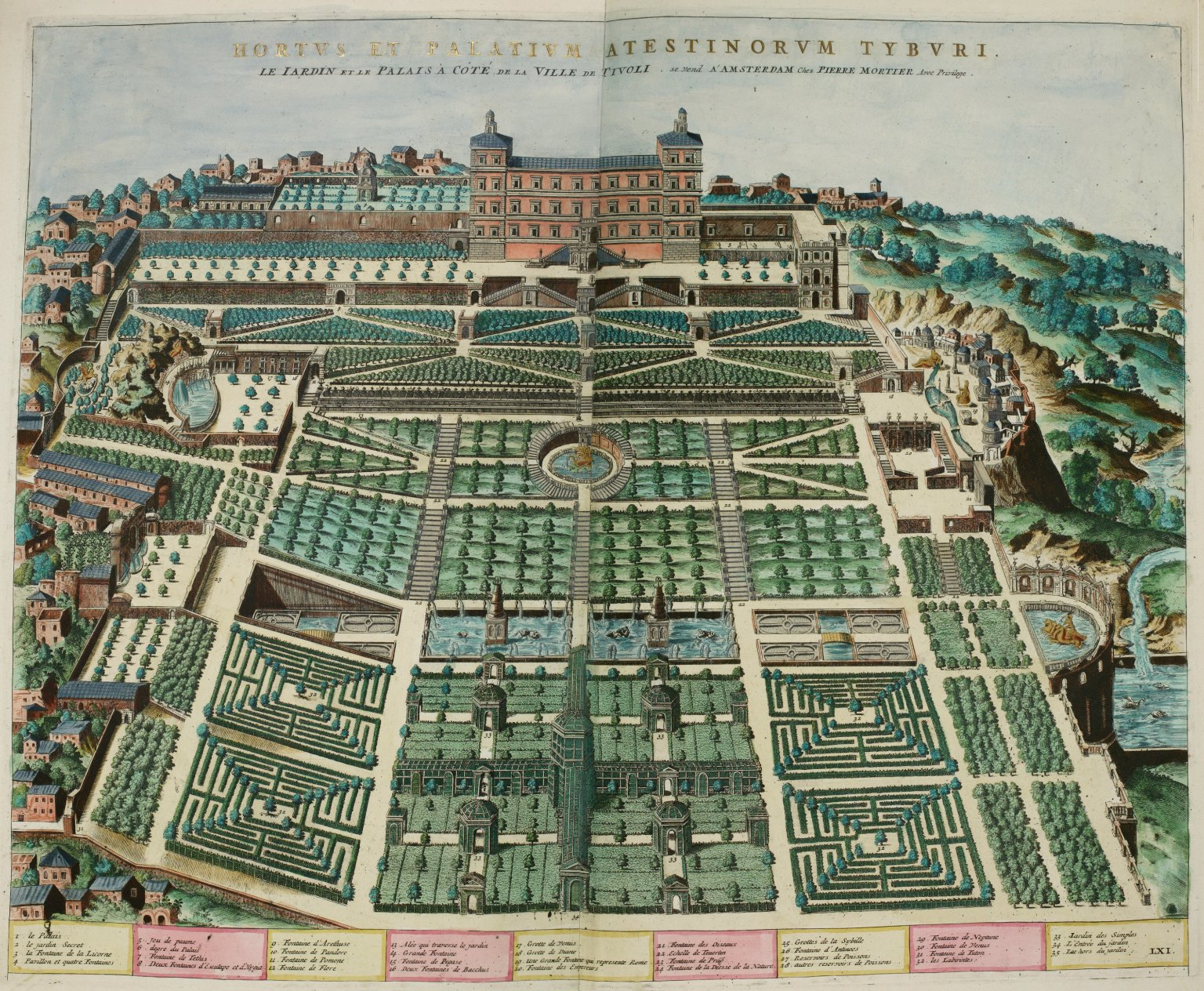
Garten der Villa d’Este in Tivoli (um 1560)

Leon Battista Alberti war der erste Architekturtheoretiker der Neuzeit, der sich grundsätzlich mit der Anlage von Gärten befasste. In seinem 1485 verfassten Buch Über die Baukunst ist ein Kapitel der Gartenkunst gewidmet. Alberti orientierte sich bis in viele Einzelheiten an der Beschreibung antiker Villen durch Plinius d. J. Wie bei den antiken Villen, bei denen der Garten integraler Teil der Anlage war, waren auch die Gärten der Renaissance Teil eines Gesamtkonzepts. Gelegentlich war der Architekt der Villa auch der Architekt des Gartens. Laut Alberti sollten Villa und Garten die Persönlichkeit des Besitzers spiegeln. Anders als bei Gärten des Mittelalters, bei denen der Gesichtspunkt der Abgrenzung gegen eine als bedrohlich empfundene Außenwelt eine wesentliche Rolle spielte, sollte die italienische Villa der Renaissance möglichst an einem Hügel liegen, mit dem Ziel, die Landschaft optisch in das Gartenkonzept einzubeziehen. Innerhalb des Gartens war die Fläche in kleinere Kompartimente geteilt. Der Garten enthielt mit Buchsbaum eingefasste Wege, Grotten, Wasserbecken, Treppenanlagen, die ein müheloses Begehen der Hänge ermöglichen sollten, und auch die in mittelalterlichen Gärten beliebten Laubengänge und gelegentlich an einen hortus conclusus erinnernde mit hohen Mauern oder Hecken umschlossene Gärtchen, die Giardini segreti. Hecken, Bäume und Beeteinfassungen waren in der Regel beschnitten nach geometrischen Vorlagen. Wegen des Mangels an Wasser bevorzugte man immergrüne Gewächse. Blumen fanden ihren Platz in Gartenvasen. Wie in den Villen des Plinius wurden die Gärten mit antiken oder zeitgenössischen Skulpturen ausgestattet. In manche Gärten wurden nach antikem Muster Obst- und Gemüsegärten integriert, die ebenfalls geometrisch angelegt wurden.
Im Unterschied zum Französischen Garten des 17. und 18. Jahrhunderts fehlten in den frühen Gärten Italiens die von der Villa ausgehenden großzügigen Sichtachsen. 

## Hochrenaissance und Manierismus

Palazzo Pitti mit Boboli-Garten um 1600

Die Tendenz, Haus und Garten zu einer vollkommenen Einheit zu verschmelzen, wurde in vollendeter Weise im Entwurf der Villa Madama 1518 durch Raffael, Giulio Romano und Antonio da Sangallo verwirklicht. Durch die Nutzung des Gebäudes durch den italienischen Staat wurde die ursprüngliche Anlage jedoch verändert bzw. zerstört.
Mit dem Entwurf für den Belvedere der päpstlichen Residenz durch Bramante in Rom erfuhr der italienische Garten zu Beginn des 16. Jahrhunderts eine stärkere architektonische Ausformung. Bramante legte auf einem engen und steilen Raum eine dreistufige Terrasse an, die durch ein komplexes System von Treppen miteinander verbunden wurden und die zusammen mit der Villa ein harmonisches Ganzes bildeten. Die Anlage selbst wurde mit wertvollen Antiken der päpstlichen Sammlung bestückt. Obwohl der Garten Bramantes durch den nachfolgenden Papst Pius V. weitgehend zerstört wurde, war sein Entwurf folgenreich für die Anlage von Gärten in Italien.
Der Garten diente in der Folge weniger der Erholung des Besitzers und seiner Gäste, wie in der frühen Renaissance, sondern wurde zum Mittel der Repräsentation, und er wurde auch als Freilichtmuseum genutzt, in dem die Schätze des Besitzers zur Schau gestellt wurden.

## Barock

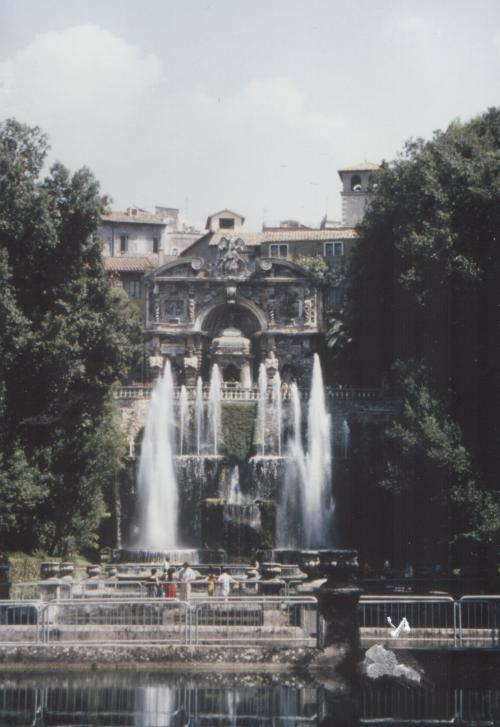
Villa d’Este, Neptunbrunnen und Wasserorgel

Ein wesentliches Element italienischer Gärten war fließendes Wasser. Unverhoffte Wasserscherze, mit denen man die Gäste erschrecken konnte, gab es zum ersten Mal in der nicht erhaltenen Villa Poggio Reale bei Neapel. Sie wurden bestaunt und in den barocken Gärten des 16. und 17. Jahrhunderts häufig nachgeahmt. Berühmt waren die verspielten Wasserkünste der Villa Aldobrandini, an denen sich die Lust der Zeit an Technik und Automaten zeigt.
Die verschwenderische Fülle barocker Wasserspiele ist fast vollständig noch in der Villa d’Este bei Tivoli funktionsfähig erhalten. Weitere barocke Elemente dieser Gartenanlage sind neben der Unterordnung des Ensembles unter ein geschlossenes ikonographisches Programm, die Anlage eines Heckentheaters und ein Weltpanorama en miniature. Auch in der Villa d’Este fehlen aber die auf ein dominantes Zentrum bezogenen Achsen französischer Gärten.
Ein vollkommen erhaltenes Beispiel eines barocken italienischen Gartens ist die im Lago Maggiore gelegene Isola Bella, eine der borromäischen Inseln. Auf dem felsigen Inselchen legte die Familie Borromeo im zwischen 1632 und 1672 eine Gartenanlage von zehn übereinanderliegenden, mit Balustraden, Skulpturen und Vasen üppig ausgestatteten Terrassen an, die mit einer überquellenden Fülle von Blumen und dekorativen lebenden Pfauen ausgestattet wurden. Die für die italienischen Gärten so wichtige Rolle des Wassers übernimmt hier der See.
Die zum französischen Barockgarten gehörenden eingerahmten Grünflächen, Blumenrabatten, langgestreckten Wasserspiegel und „endlosen“ Waldschneisen spielten in Italien keine Rolle, mit Ausnahme etwa des Parks von Schloss Caserta, wo italienischer und französischer Gartenstil kombiniert sind. Die italienischen Gärten wirken kleinteiliger, engmaschiger konstruiert und sind oft architektonisch eingerahmt. Der Englische Landschaftsgarten des 18. und 19. Jahrhunderts hingegen eliminierte die mathematische Strenge der exakt angelegten Beete und beschnittenen Hecken der italienischen und französischen Gärten und inszenierte stattdessen sorgfältig eine „ideale“ Naturlandschaft.

## Galerie

### Erhaltene Gärten

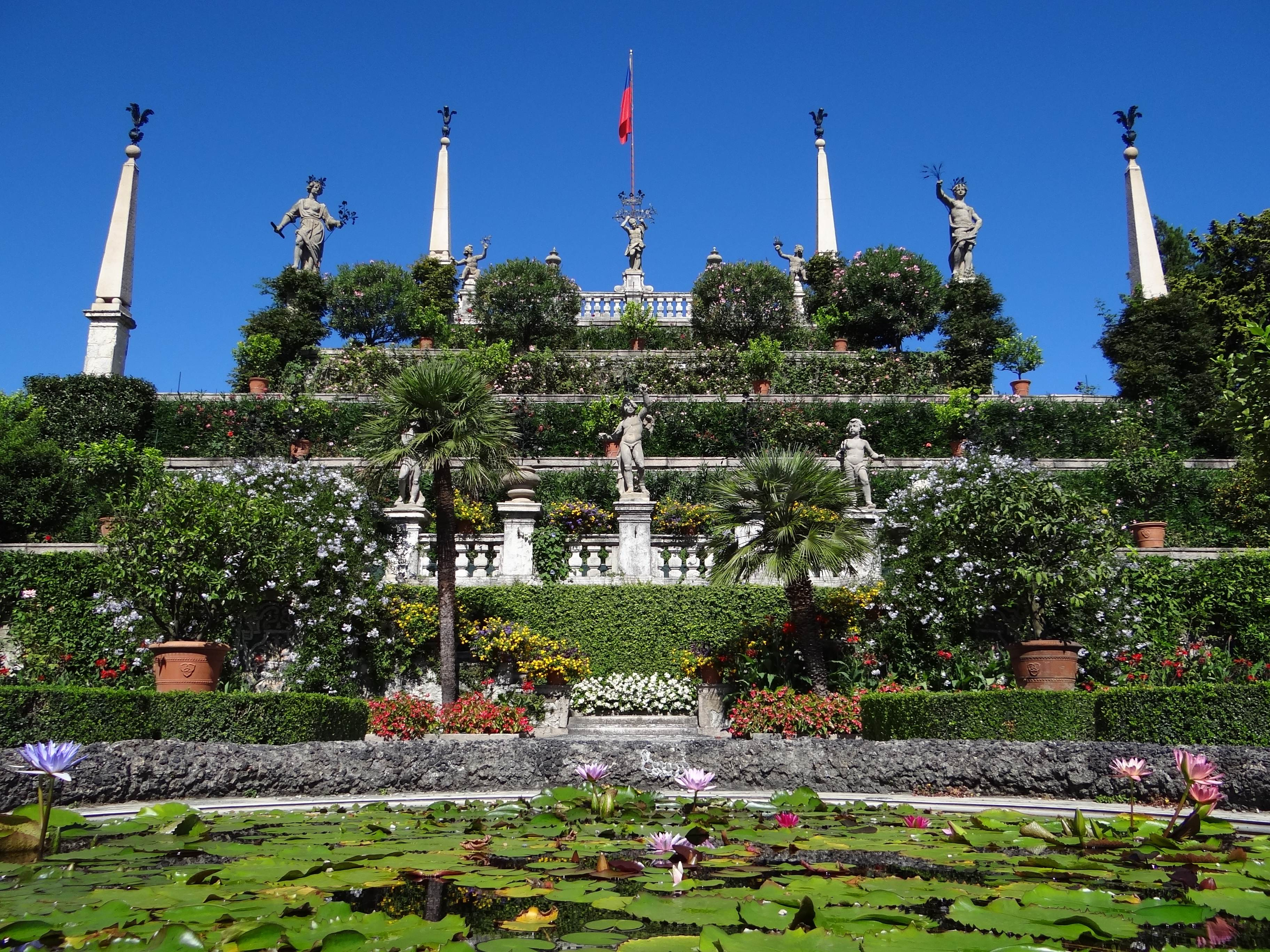
Gartenterrasse der Isola Bella (Lago Maggiore)
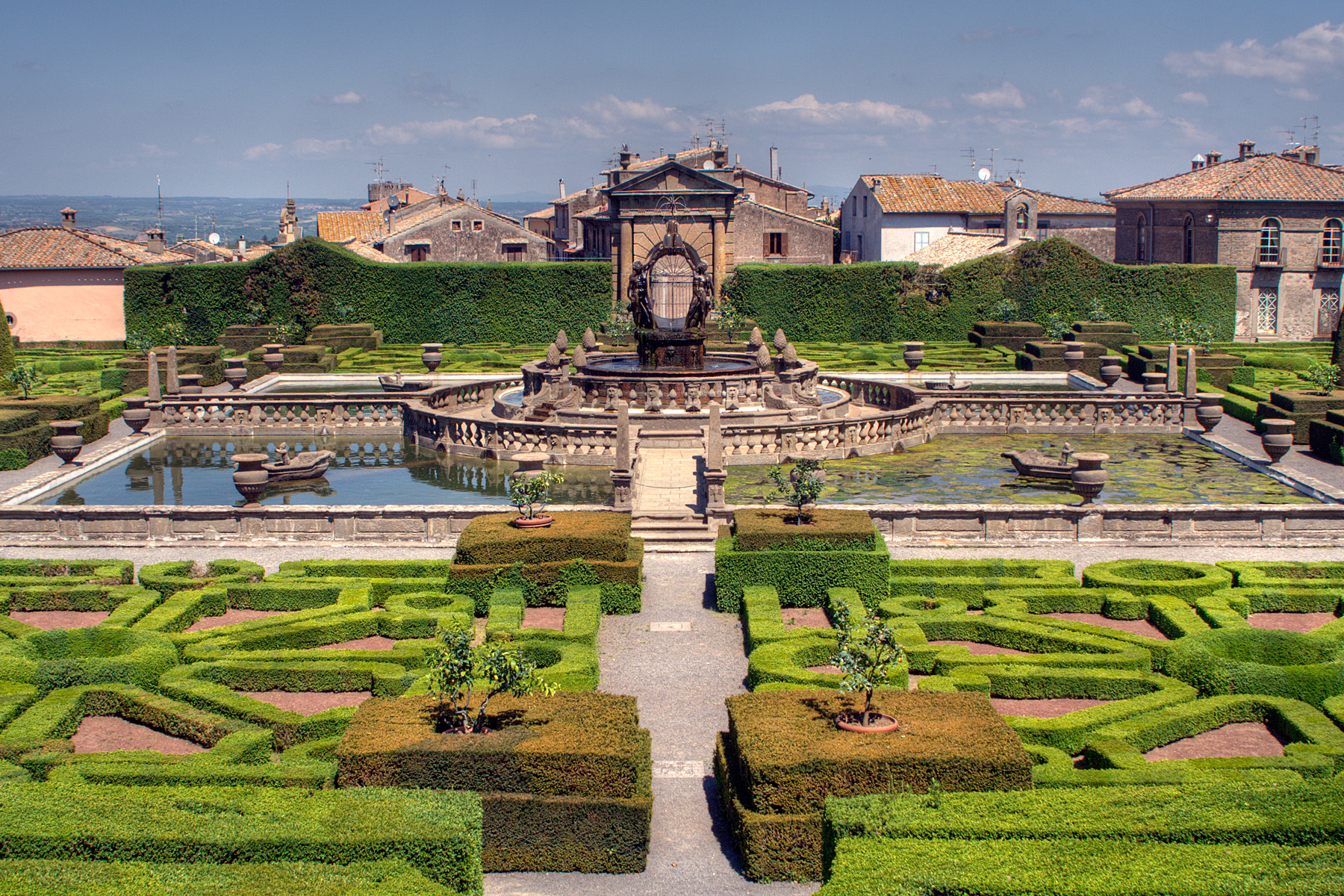
Parterre und Wasserspiele der Villa Lante, Viterbo
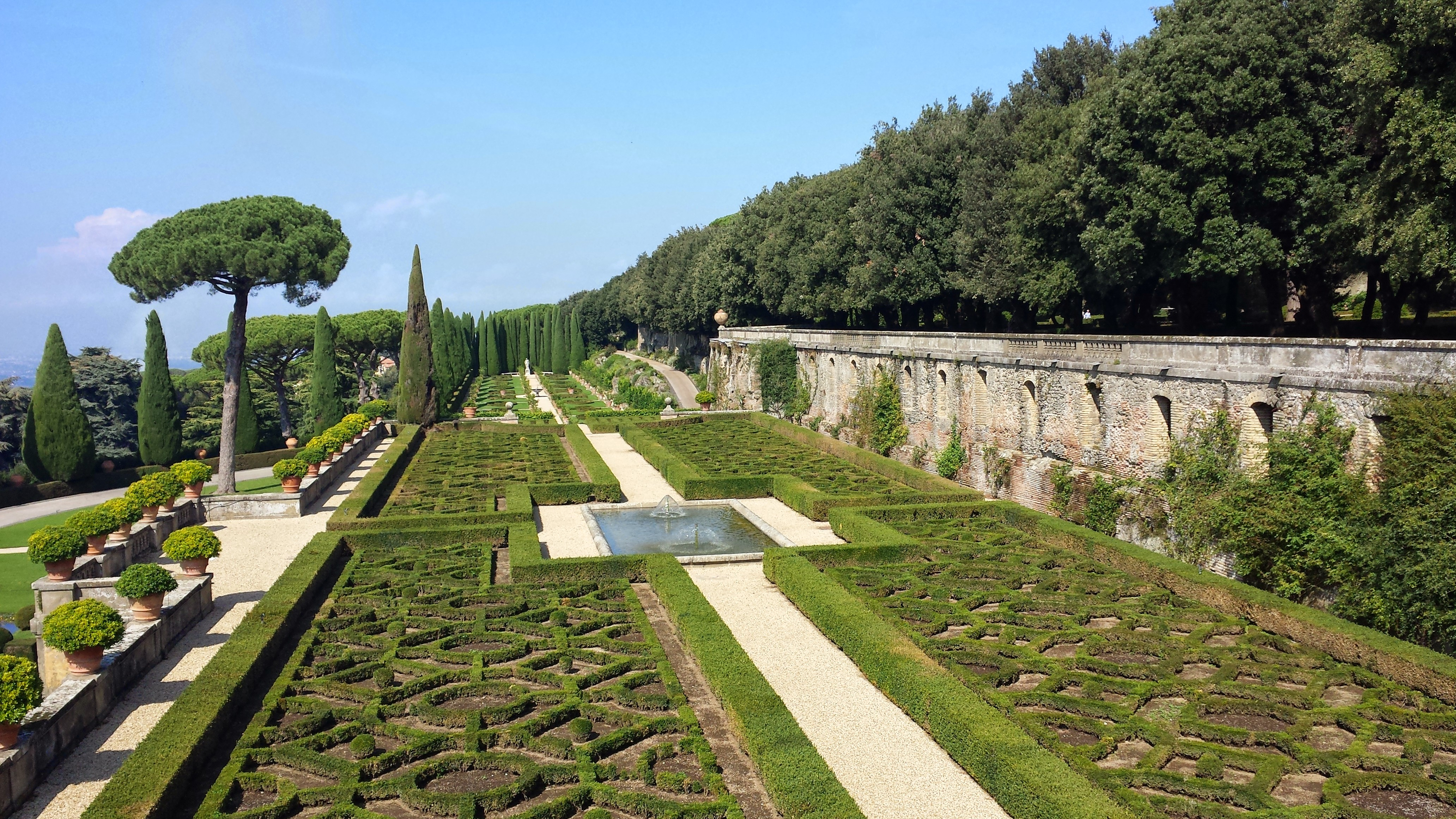
Belvedere-Garten in Castel Gandolfo
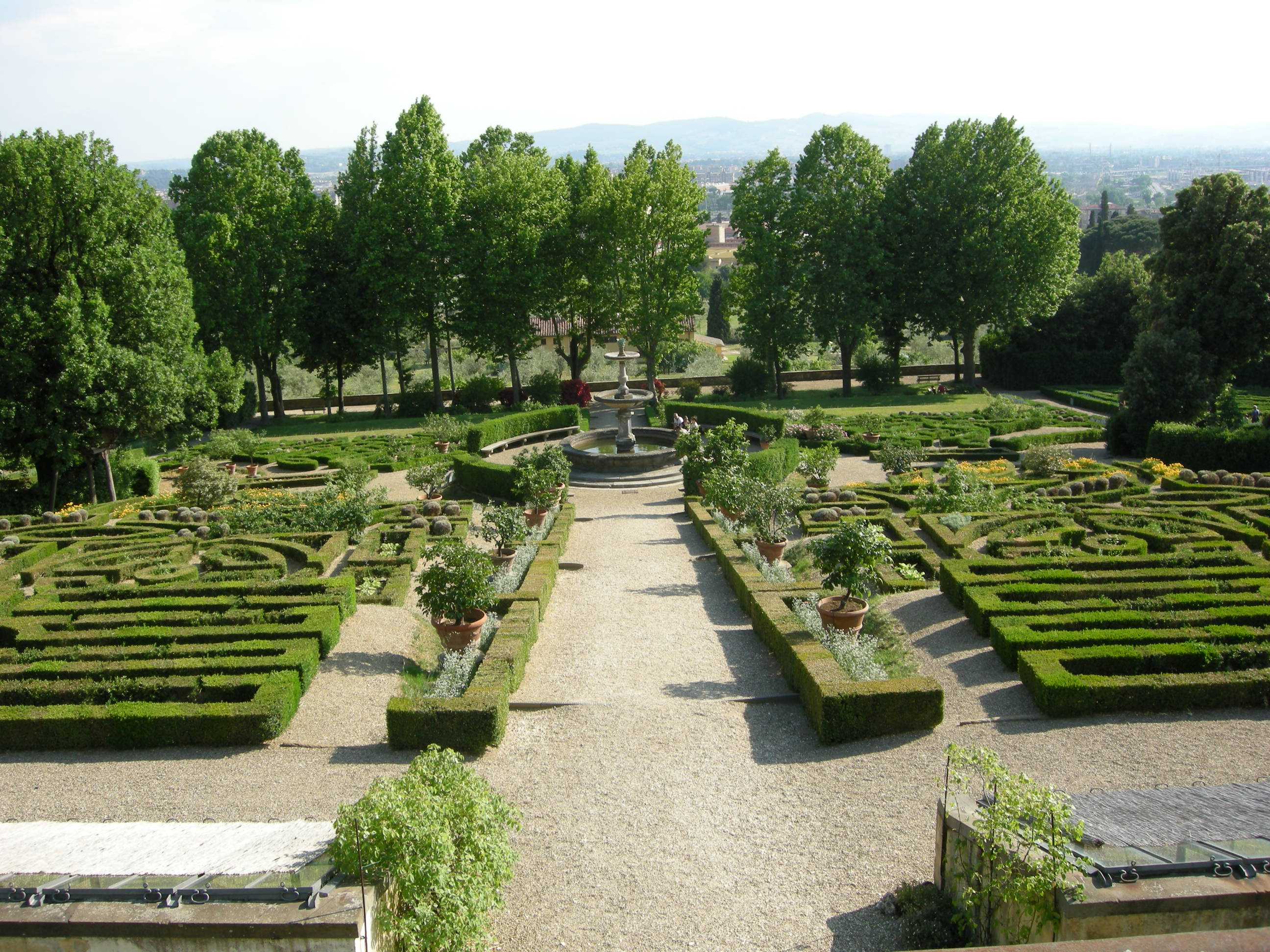
Villa La Petraia, Toskana
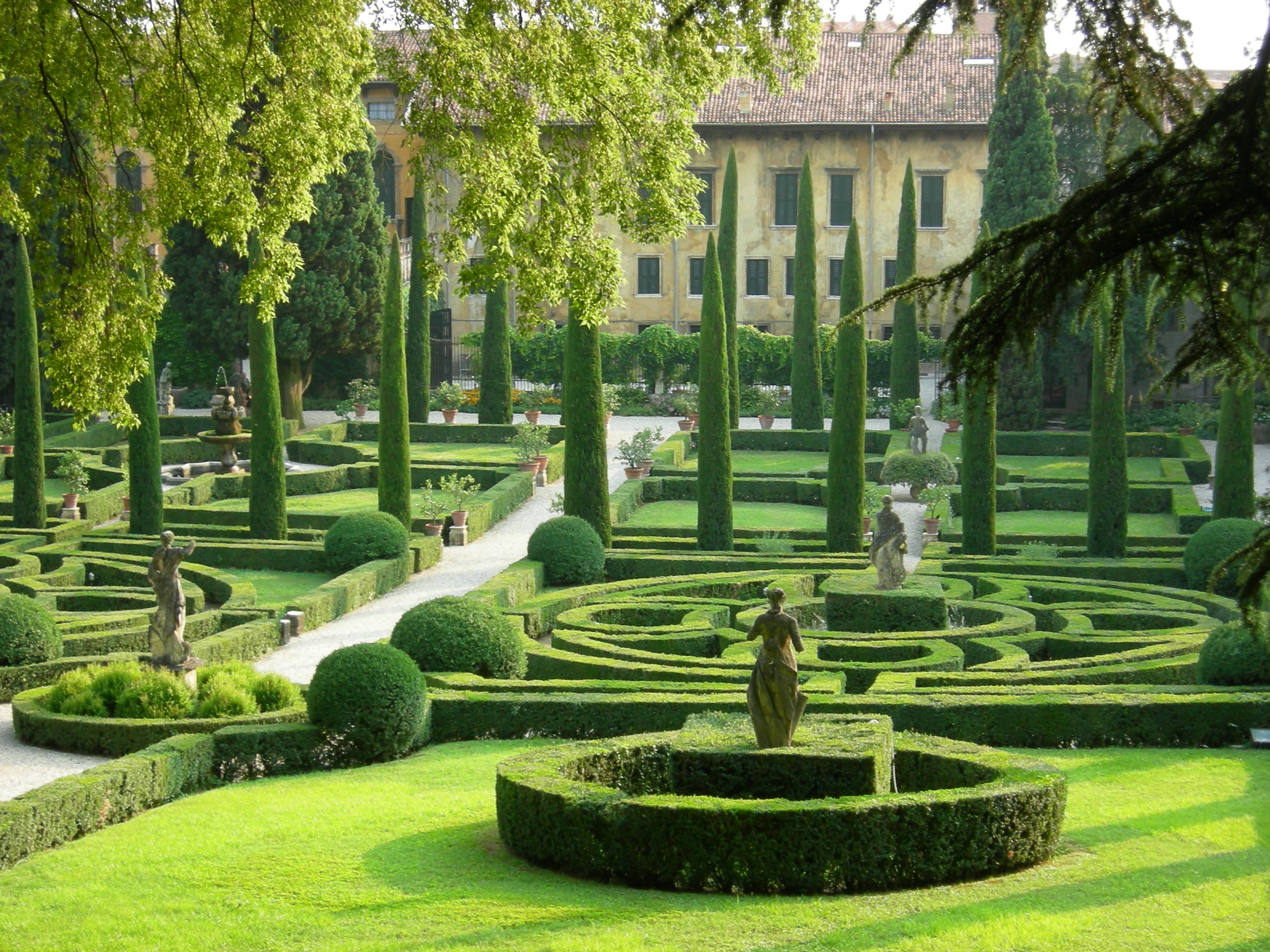
Palazzo Giusti, Verona
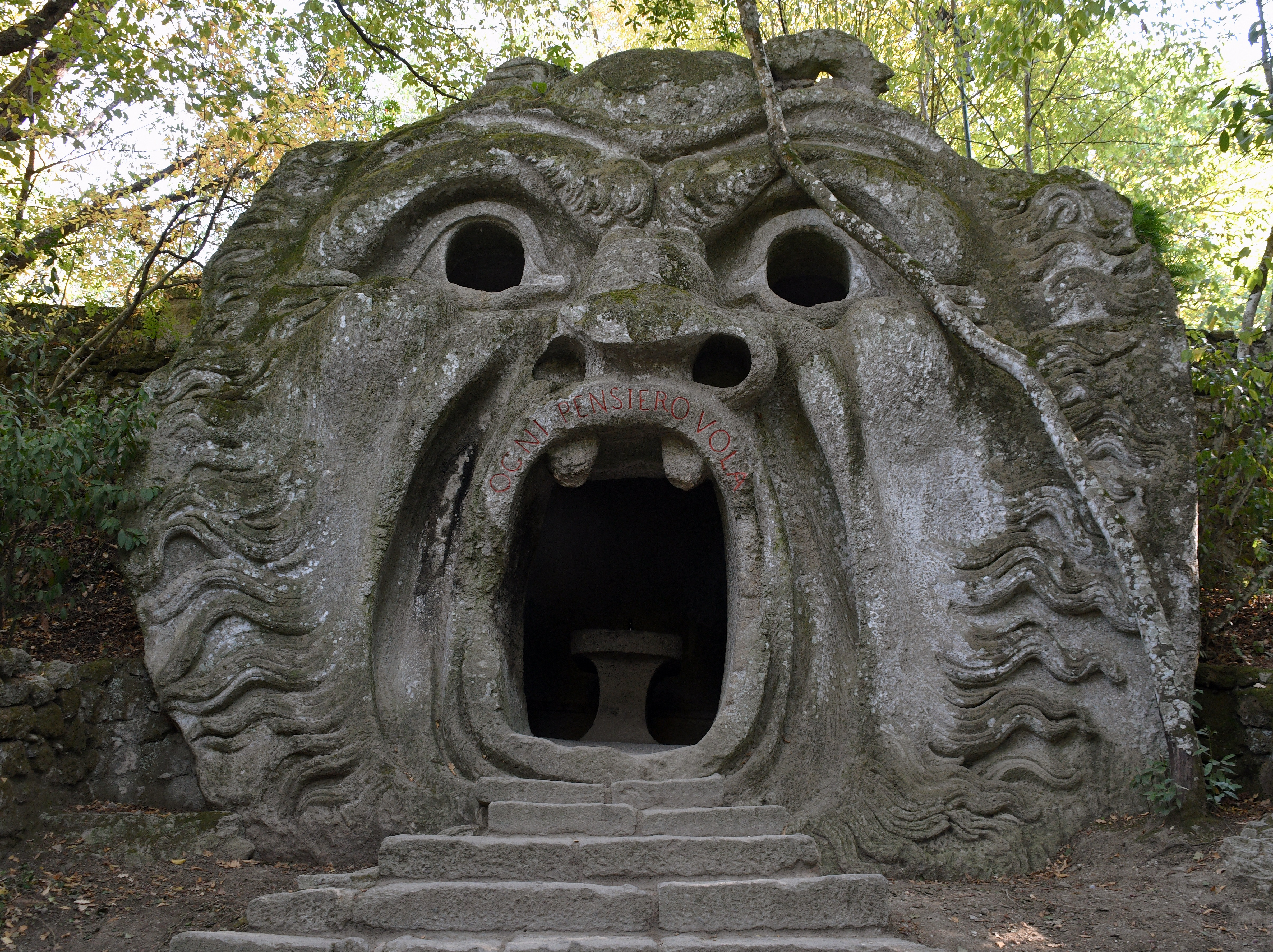
Monumentalskulptur im Sacro Bosco oder Park der Ungeheuer
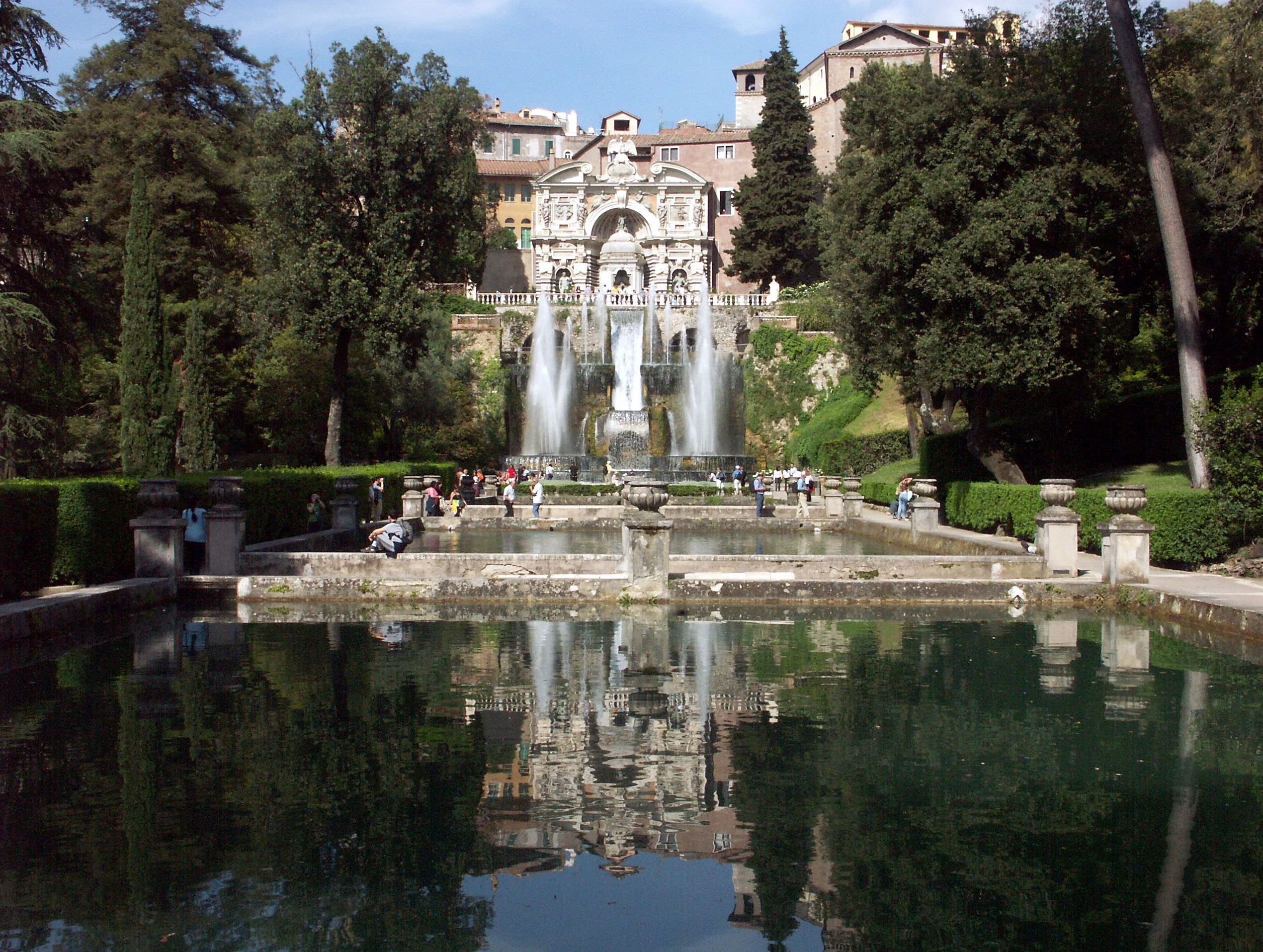
Villa d’Este, Neptunbrunnen und Wasserorgel
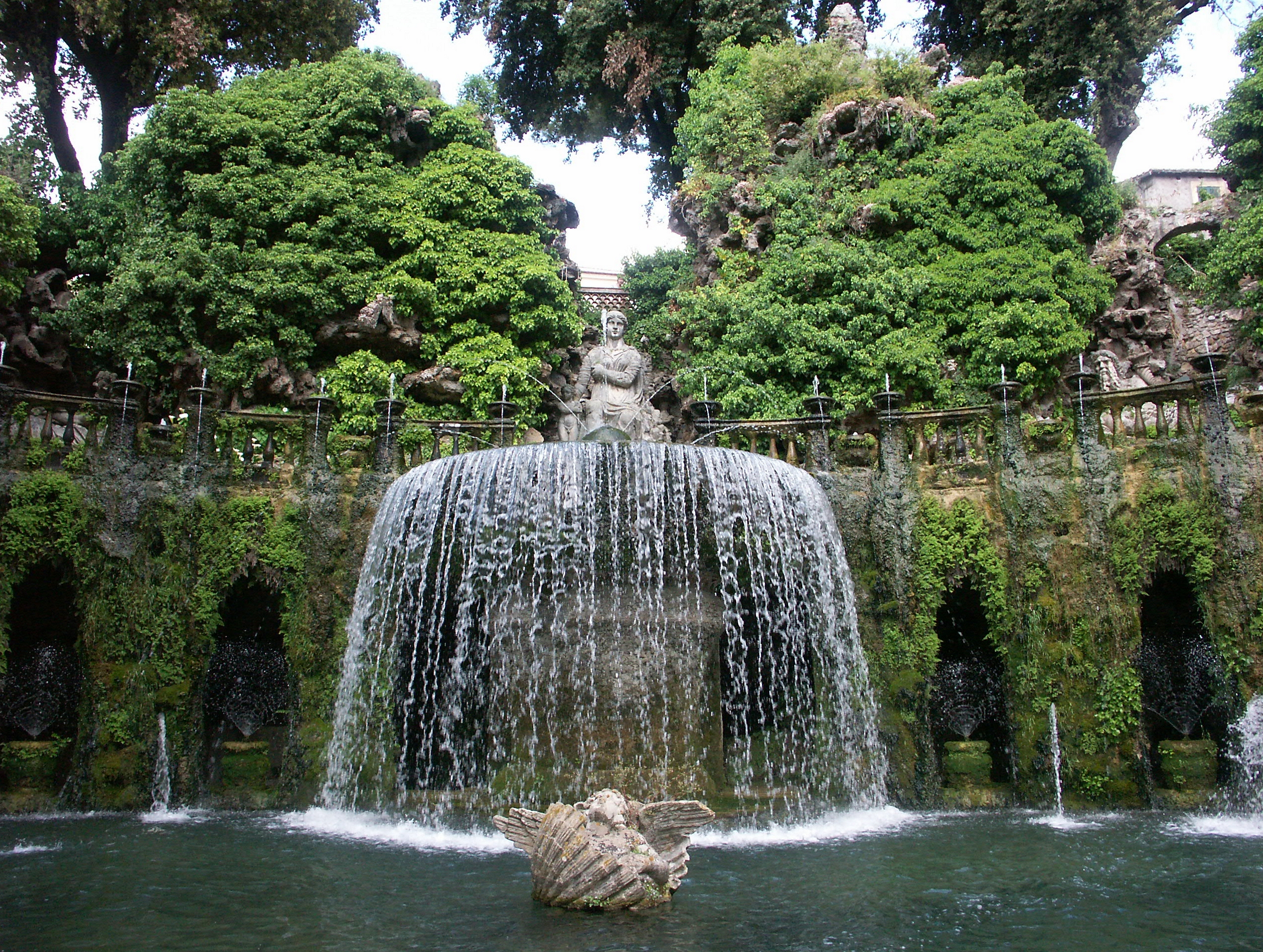
Villa d’Este, Ovato-Brunnen
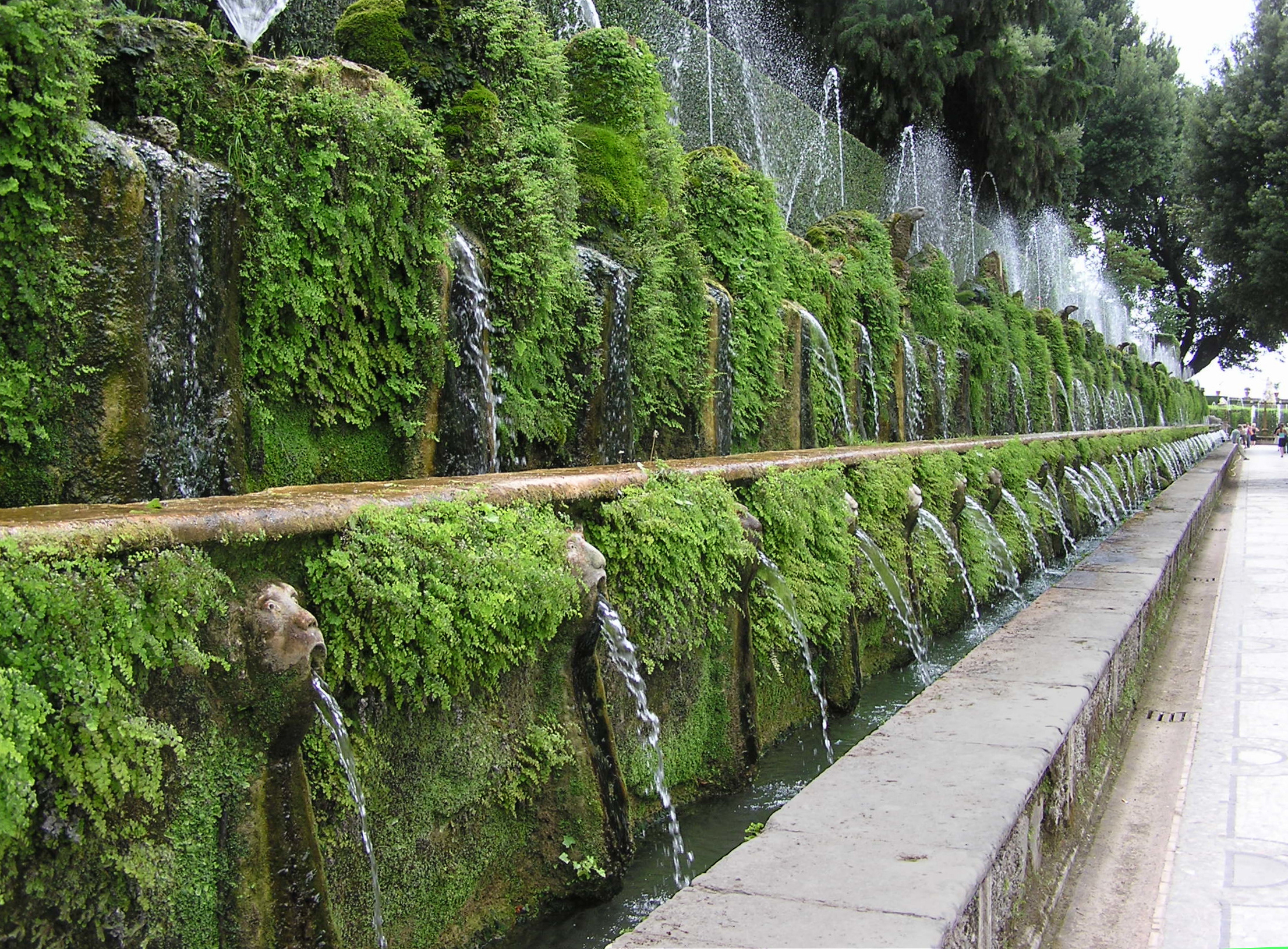
Villa d’Este, Allee der hundert Brunnen

### Historische Abbildungen

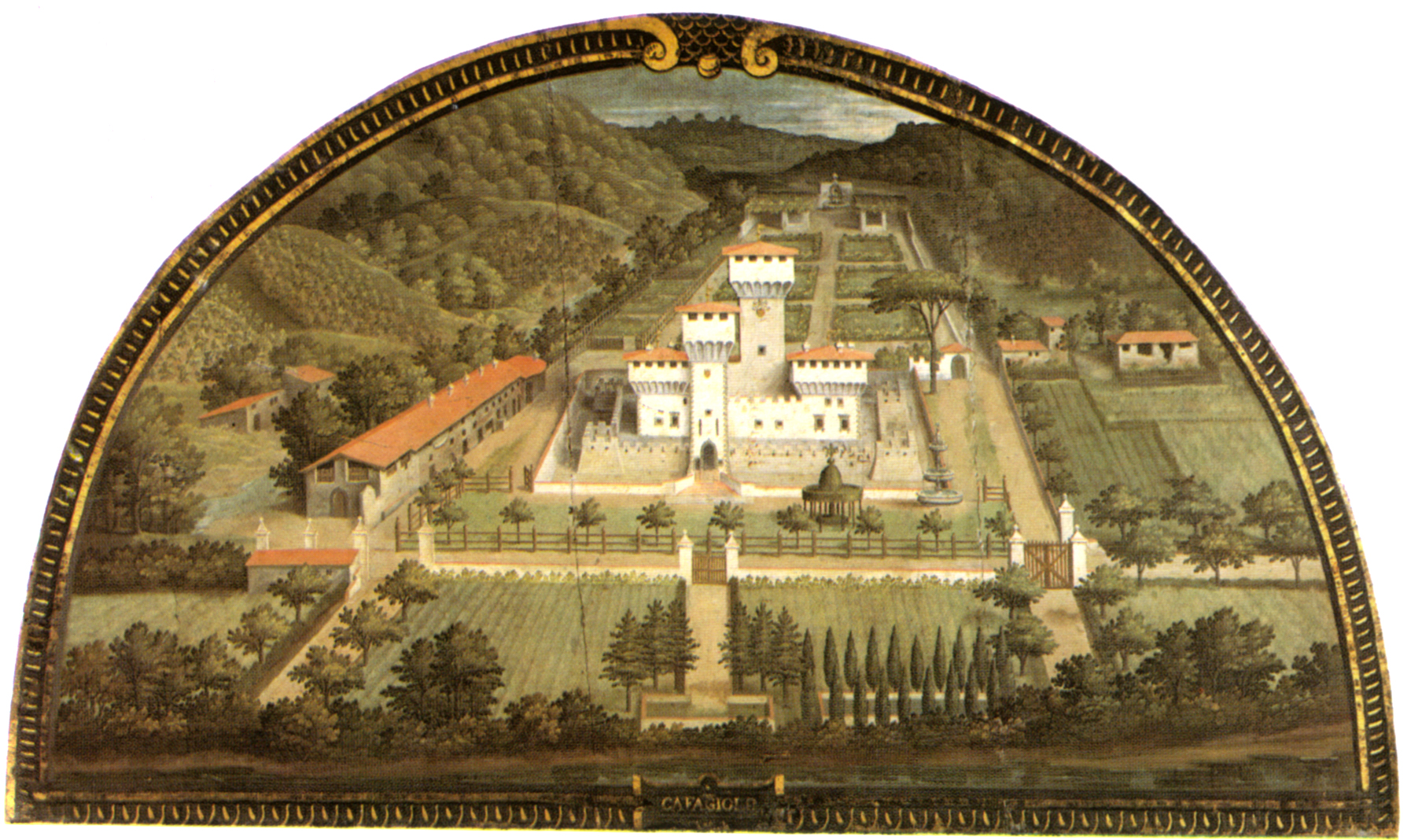
Landsitz Cafaggiolo der Familie Medici aus dem 14. Jahrhundert
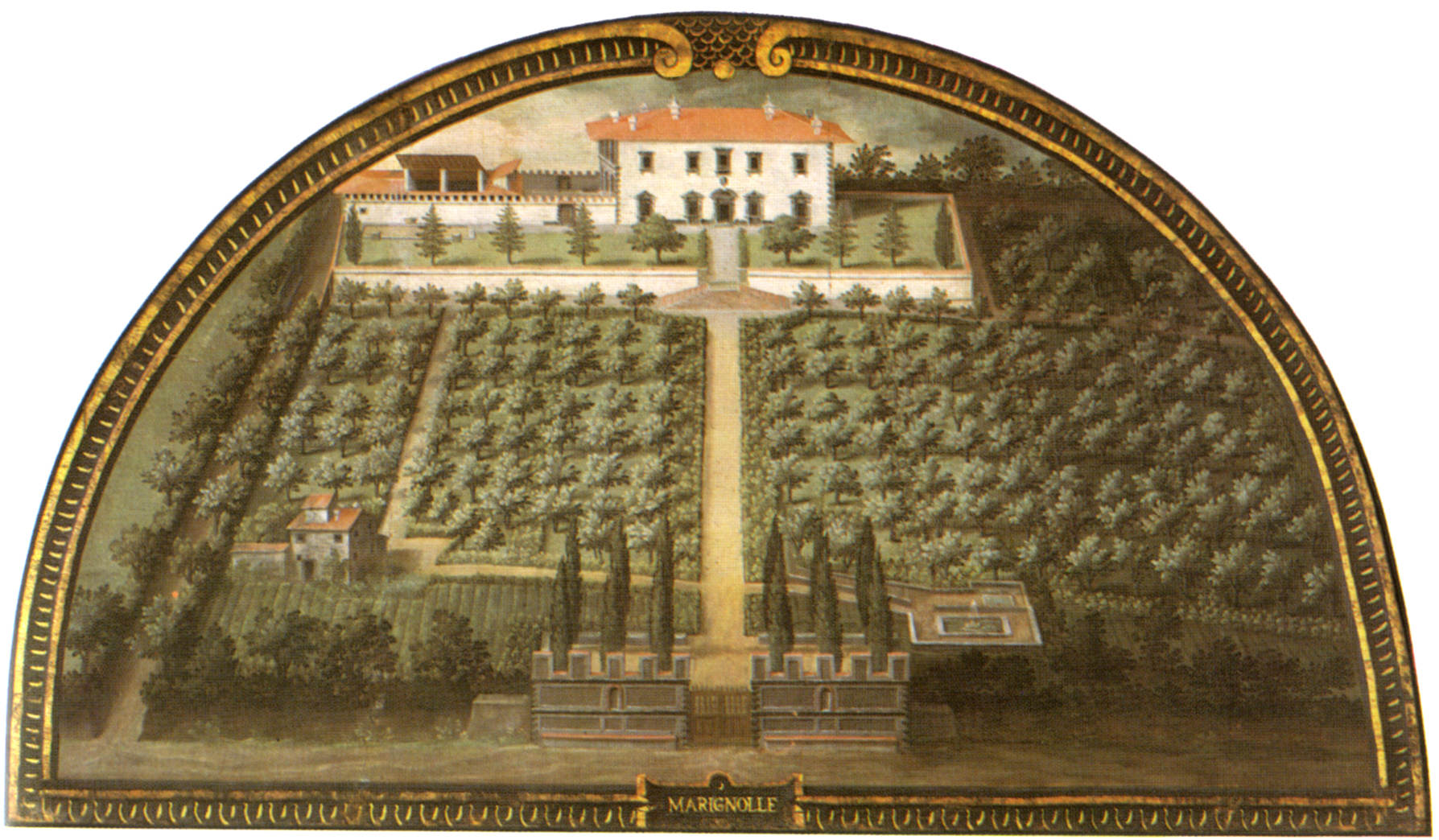
Villa Marignolle
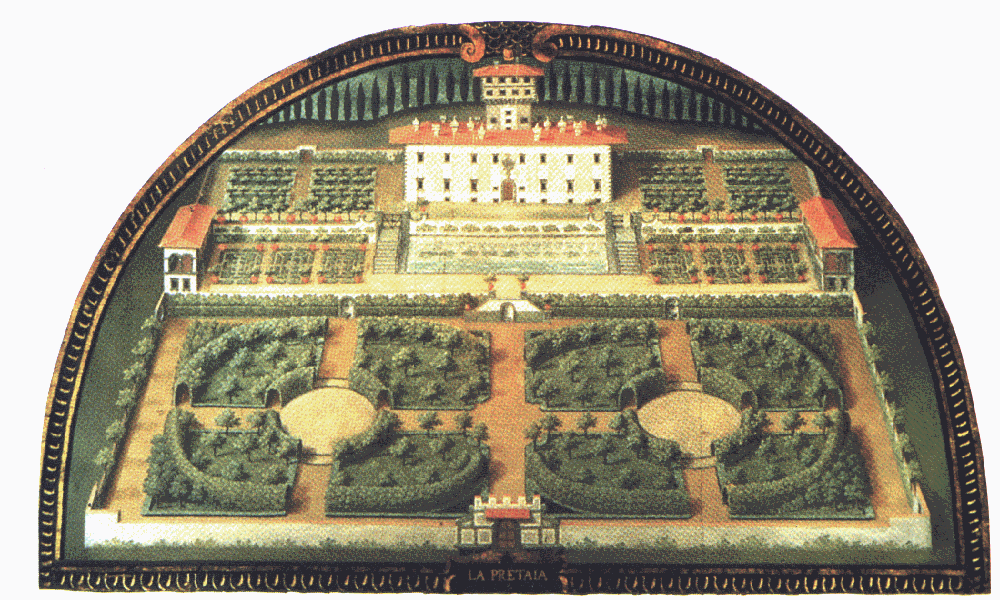
Villa Petraia
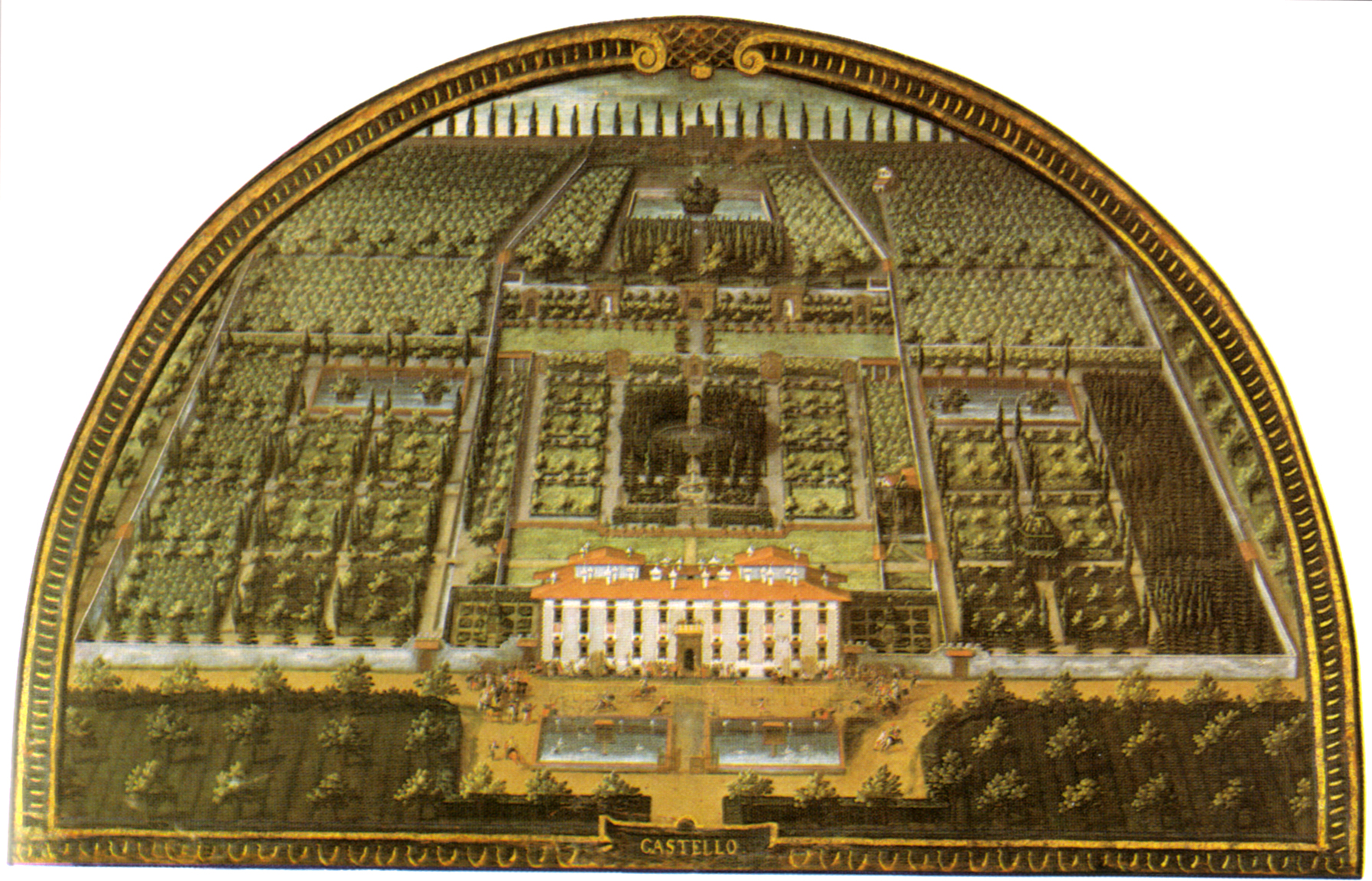
Villa Castello
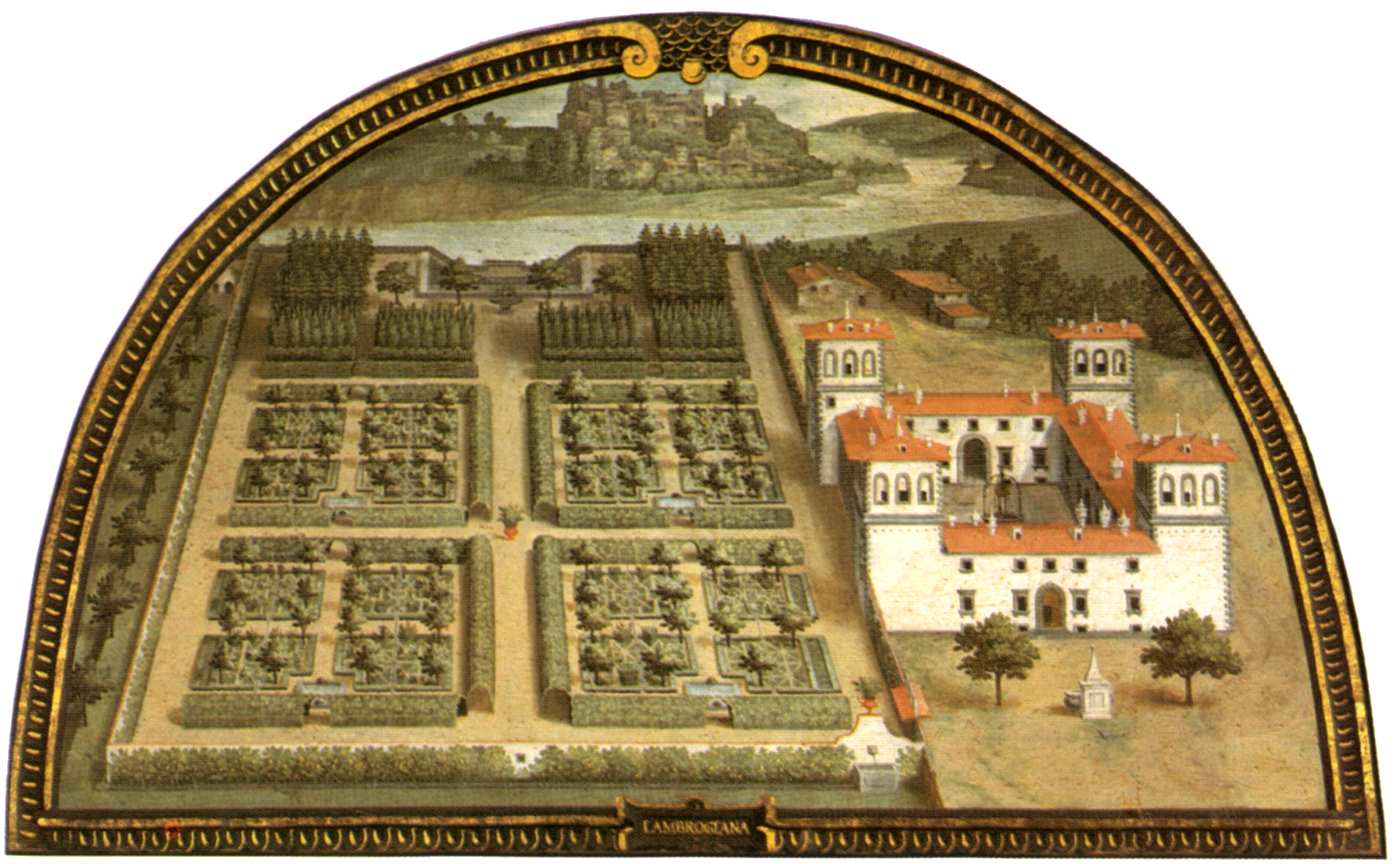
Villa Medici L’Ambrogiana
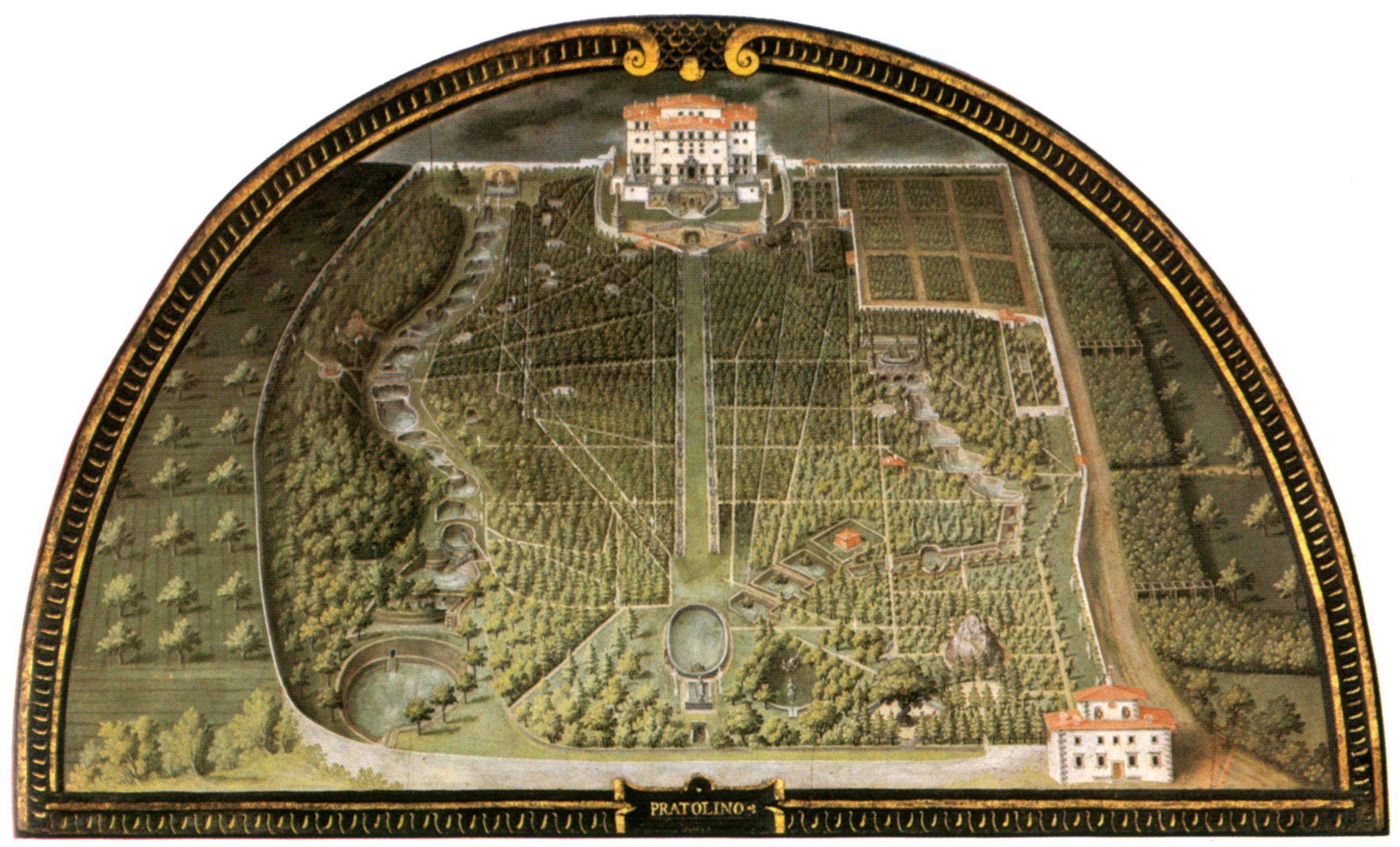
Villa Pratolino